# 日本興業銀行キューピーズ
日本興業銀行キューピーズ（にほんこうぎょうぎんこうキューピーズ）は、かつて存在した女子バスケットボールチーム。母体は日本興業銀行（現・みずほ銀行）。

## 歴史
1954年にオールジャパン初優勝。オールジャパン優勝3度の古豪として知られた。
1967年より発足された日本リーグに当初より参加。しかし、その後は日本リーグと実業団大会を行ったり来たりする低迷が続いた。
1996年、日本リーグ2部最下位となり、その後日本リーグに戻ることないまま2000年廃部。